# Mistrzostwa Europy w Lekkoatletyce 1971 – bieg na 100 m kobiet

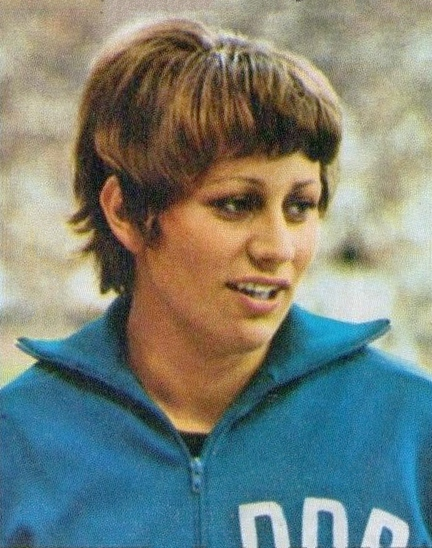
Renate Stecher

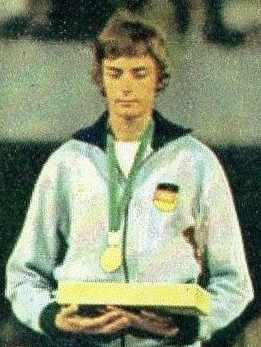
Ingrid Mickler

Bieg na dystansie 100 metrów kobiet był jedną z konkurencji rozgrywanych podczas X Mistrzostw Europy w Helsinkach. Biegi eliminacyjne zostały rozegrane 10 sierpnia, a biegi półfinałowe i finałowy 11 sierpnia 1971 roku. Zwyciężczynią tej konkurencji została reprezentantka Niemieckiej Republiki Demokratycznej Renate Stecher, która na tych mistrzostwach zdobyła złoty medal także w biegu na 200 metrów. W rywalizacji wzięło udział dwadzieścia zawodniczek z dziesięciu reprezentacji.

## Rekordy
| Rekord świata     | Wyomia Tyus (USA)    | 11,0 | Meksyk, Meksyk      | 15.10.1968 |
| Rekord Europy     | Renate Meißner (GDR) | 11,0 | Berlin, NRD         | 02.08.1970 |
| Rekord mistrzostw | Jutta Heine (DEU)    | 11,4 | Belgrad, Jugosławia | 13.09.1962 |

## Wyniki

### Eliminacje
Bieg 1
| Miejsce | Zawodniczka        | Czas  | Uwagi |
| ------- | ------------------ | ----- | ----- |
| 1       | Irena Szewińska    | 11,84 | Q     |
| 2       | Anita Neil         | 11,85 | Q     |
| 3       | Monika Meyer       | 11,86 | Q     |
| 4       | Wilma van den Berg | 11,88 | Q     |
| 5       | Margit Nemesházi   | 12,10 |       |

Bieg 2
| Miejsce | Zawodniczka          | Czas  | Uwagi |
| ------- | -------------------- | ----- | ----- |
| 1       | Elfgard Schittenhelm | 11,53 | Q     |
| 2       | Györgyi Balogh       | 11,68 | Q     |
| 3       | Petra Vogt           | 11,73 | Q     |
| 4       | Meta Antenen         | 11,77 | Q     |
| 5       | Elizabeth Johns      | 11,86 |       |

Bieg 3
| Miejsce | Zawodniczka      | Czas  | Uwagi |
| ------- | ---------------- | ----- | ----- |
| 1       | Ingrid Mickler   | 11,56 | Q     |
| 2       | Ludmiła Żarkowa  | 11,82 | Q     |
| 3       | Cecilia Molinari | 11,90 | Q     |
| 4       | Danuta Jędrejek  | 11,92 | Q     |
| 5       | Helga Kapfer     | 11,99 |       |
| 6       | Val Peat         | 12,07 |       |

Bieg 4
| Miejsce | Zawodniczka      | Czas  | Uwagi |
| ------- | ---------------- | ----- | ----- |
| 1       | Renate Stecher   | 11,42 | Q CR  |
| 2       | Inge Helten      | 11,66 | Q     |
| 3       | Sylviane Telliez | 11,91 | Q     |
| 4       | Helena Fliśnik   | 11,97 | Q     |

### Półfinały
Półfinał 1
| Miejsce | Zawodniczka          | Czas  | Uwagi |
| ------- | -------------------- | ----- | ----- |
| 1       | Ingrid Mickler       | 11,53 | Q     |
| 2       | Elfgard Schittenhelm | 11,56 | Q     |
| 3       | Irena Szewińska      | 11,75 | Q     |
| 4       | Petra Vogt           | 11,78 | Q     |
| 5       | Cecilia Molinari     | 11,92 |       |
| 6       | Ludmiła Żarkowa      | 11,94 |       |
| 7       | Danuta Jędrejek      | 12,00 |       |
| –       | Sylviane Telliez     | DNS   |       |

Półfinał 2
| Miejsce | Zawodniczka        | Czas  | Uwagi |
| ------- | ------------------ | ----- | ----- |
| 1       | Renate Stecher     | 11,50 | Q     |
| 2       | Inge Helten        | 11,61 | Q     |
| 3       | Györgyi Balogh     | 11,68 | Q     |
| 4       | Anita Neil         | 11,70 | Q     |
| 5       | Monika Meyer       | 11,78 |       |
| 6       | Helena Fliśnik     | 11,97 |       |
| 7       | Wilma van den Berg | 12,05 |       |
| –       | Meta Antenen       | DNS   |       |

### Finał
| Miejsce | Zawodniczka          | Czas  | Uwagi |
| ------- | -------------------- | ----- | ----- |
| 1       | Renate Stecher       | 11,35 | CR    |
| 2       | Ingrid Mickler       | 11,46 |       |
| 3       | Elfgard Schittenhelm | 11,51 |       |
| 4       | Inge Helten          | 11,55 |       |
| 5       | Györgyi Balogh       | 11,59 |       |
| 6       | Irena Szewińska      | 11,63 |       |
| 7       | Petra Vogt           | 11,71 |       |
| 8       | Anita Neil           | 11,75 |       |